# Friend (film, 2001)
Pour les articles homonymes, voir Friend.
Série
Friend 2
(2013)
Pour plus de détails, voir Fiche technique et Distribution.
Friend (hangeul : 친구, RR : Chingu) est un film dramatique sud-coréen écrit et réalisé par Kwak Gyeong-taek, sorti 2001.
Il a connu le plus gros succès avec plus de 8 000 000 entrées en Corée du Sud.

## Synopsis
Malgré leurs différences sociales, quatre amis grandissent ensemble. Au fur et à mesure que le temps passe, ils prennent des chemins différents : certains suivront la bonne voie et d'autres s'écarteront du droit chemin, mais à quel prix ?

## Fiche technique
- Titre : Friend
- Titre original : 친구 (Chingu)
- Réalisation : Kwak Gyeong-taek
- Scénario : Kwak Gyeong-taek
- Décors : Oh Sang-man, Lee Chi-u, No Sang-eok et Yun Il-rang
- Costumes : Ok Su-gyeong, Sim Eun-suk et Jeong Hye-yeon
- Photographie : Hwang Gi-seok
- Montage : Park Gok-ji
- Musique : Choi Man-sik, Choi Sun-sik, Im Ju-hui, Choe Seung-yeon et O Hye-won
- Production : Seok Myeong-hong et An Chang-guk
- Société de production : Cineline II
- Société de distribution : Korea Pictures
- Pays d'origine : Corée du Sud
- Langue originale : coréen
- Format : couleur - 1.85 : 1 - Dolby Digital - 35 mm
- Genre : drame
- Durée : 116 minutes
- Dates de sortie :
  -  Corée du Sud : 31 mars 2001
  -  Finlande : 26 septembre 2001 (Festival international du film de Helsinki)
  -  France : 13 avril 2002 (festival du film policier de Cognac)
  -  France : 14 novembre 2005 (DVD)

## Distribution
- Yu Oh-seong : Lee Jeong-suk
- Jang Dong-gun : Lee Han Dong-su
- Seo Tae-hwa : Sang-taek
- Jeong Un-taek : Jeong-ho
- Kim Bo-kyeong : Jin-sook

## Accueil

### Sorties internationales
Friend sort le 31 mars 2001 en Corée du Sud.
En France, il est sélectionné au festival du film policier de Cognac ayant lieu le 13 avril 2002. La distribution des DVD débarque le 14 novembre 2005.

### Box-office
| Pays ou région | Box-office        | Date d'arrêt du box-office | Nombre de semaines |
| -------------- | ----------------- | -------------------------- | ------------------ |
| Monde          | —                 | —                          | —                  |
| Corée du Sud   | 8 134 500 entrées | 31 mars 2003               | 15                 |

Ce long-métrage a été vu par plus de 8 000 000 spectateurs coréens en quinze semaines,.

## Distinctions

### Récompenses
- Festival du film Asia-Pacific 2001 :
  - Meilleur acteur (Yu Oh-seong)
  - Meilleur second rôle masculin (Jang Dong-kun)
- Festival du film de Turin 2001 : Meilleur scénariste
- Festival international du film des frères Manaki 2002 : Grand prix des étudiants (Hwang Gi-seok)

### Nominations
- Festival mondial du film de Montréal 2001 : Grand Prix des Amériques
- Festival du film de Turin 2001 : Meilleur film

## Adaptation
En pleine conférence pour la présentation du film Eye for an Eye (눈에는 눈 이에는 이) de Ahn Kwon-tae et Kwak Gyeong-taek en juillet 2008, ce dernier avoue qu'avec la production sud-coréenne Zininsa Film, il est en train de préparer la réadaptation de son film Friend en forme de mini-série de seize épisodes intitulée Friend, Our Legend (친구, 우리들의 전설). Elle est diffusée tous les samedis et dimanches, du 27 juin 2009 au 30 août 2009, à la télévision coréenne.

## Suite
Douze ans après le film, le réalisateur réalise la suite intitulée Friend 2 racontant des trois « bons à rien » entre 1963 et 2010. Il sort le 14 novembre 2013 en Corée du Sud.